# Посольство Эфиопии в России
Посольство Федеративной Демократической Республики Эфиопия в Российской Федерации — официальная дипломатическая миссия Эфиопии в России, расположена в Москве в Мещанском районе в Орлово-Давыдовском переулке. Дипломатические отношения между Россией и Эфиопией были установлены в 1898 году, прерваны в 1917 году, возобновлены в 1943 году.
- Адрес посольства: Москва, Орлово-Давыдовский переулок, 6
- Посол Эфиопии в России: Генет Тешоме Жирру (с 3 сентября 2024)
- Индекс автомобильных дипломатических номеров посольства — 075.

## Аккредитация
Посольство представляет Эфиопию в Армении, Азербайджане, Белоруссии, Грузии, Казахстане, Киргизии, Молдавии, Таджикистане, Туркменистане, на Украине и в Узбекистане.

## Послы Эфиопии в России
- Лоренцо Мебрахту Таэзас (1944—1946)
- Несибу Тайе (1979—1986)
- Асрат Вольде (1986—1992)
- Каса Гебре-Хыйвот (1992—2000)
- Берхану Кебеде (2000—2002)
- Асаминеу Бедание Арегие (2002—2006)
- Текетел Форсидо Вамишо (2006—2011)
- Касахун Дендер Мелесе (2011—2015)
- Грум Абай Тешоме (2015—2018)
- Алемайеху Тегену Аргау (2019—2023)
- Чам Угала Урят (2023—2024)
- Генет Тешоме Жирру (с 2024)